# أري بابيل
اري بابيل (بالبرتغالية: Ary Papel‏) (3 مارس 1994 بأنغولا - ) هو لاعب كرة قدم أنغولي في مركز الوسط. شارك مع منتخب أنغولا لكرة القدم. أما مع النوادي، فقد لعب مع نادي بريميرو دي أغوستو ويلعب حاليا لصالح نادي الأخضر.

## وصلات خارجية
- أري بابيل على موقع ناشيونال فوتبول تيمز (الإنجليزية)
- أري بابيل على موقع Soccerway.com (الإنجليزية)